# Gregg Popovich
Gregg Charles „Pop“ Popovich (* 28. Januar 1949 in East Chicago, Indiana) ist ein US-amerikanischer Basketballtrainer. Von 1996 bis 2025 betreute er die San Antonio Spurs in der NBA als Head Coach und hat zudem seit dem Jahr 2008 bei der Betreibergesellschaft das Präsidentenamt mit Zuständigkeitsbereich Basketball inne. Außerdem war er von 2018 bis 2021 Trainer der Nationalmannschaft der Vereinigten Staaten.
Popovich gilt als einer der erfolgreichsten Trainer in der Geschichte der Liga und führt die Liste der Coaches mit den meisten Siegen der Liga (Hauptrunde und Playoffs) an. In seiner Karriere gewann er unter anderem fünf NBA-Titel mit San Antonio und dreimal die Auszeichnung NBA Coach of the Year. Bei den Olympischen Sommerspielen 2020 gewannen die Vereinigten Staaten mit ihm als Trainer die Goldmedaille. Im Jahr 2023 wurde er in die Naismith Memorial Basketball Hall of Fame aufgenommen.

## Ausbildung und erste Trainerstationen
Popovich, dessen Mutter aus Kroatien und dessen Vater aus Serbien stammte, wuchs zunächst in East Chicago (Indiana) auf, nach der Trennung seiner Eltern zog er mit seiner Mutter innerhalb Indianas nach Merrillville. Er erlangte 1970 an der United States Air Force Academy, wo er auch vier Jahre im Basketballteam spielte, seinen Hochschulabschluss im Fach Sowjetstudien. Als Senior (vierte Saison) war er der Mannschaftskapitän und bester Punktesammler. Nach seinem Studienabschluss diente Popovich noch fünf Jahre beim Militär. Während dieser Zeit reiste er als Mitglied der Basketballauswahl der US-Streitkräfte durch Osteuropa und die damalige Sowjetunion.
1973 kehrte Popovich als Assistenztrainer zur Air Force Academy zurück. Er verbrachte dort sechs Jahre, in denen er auch an der University of Denver seinen Master in Bewegungserziehung (englisch: physical education) und Sportwissenschaft ablegte.
1979 wurde er zum Cheftrainer von Pomona-Pitzer in Claremont (Kalifornien) ernannt, wo er die nächsten acht Jahre verbrachte. 1985/86 führte er die Mannschaft zur ersten Conference-Meisterschaft seit 68 Jahren und ins NCAA Division III Tournament.

## NBA-Karriere
Gregg Popovich wechselte im Juli 1988 in die NBA, wo er bei den San Antonio Spurs als Assistenztrainer unter Larry Brown zu arbeiten begann. Im Sommer 1992 wechselte er in den Trainerstab der Golden State Warriors von Cheftrainer Don Nelson.
Am 31. Mai 1994 wurde Popovich Executive Vice President of Basketball Operations und General Manager der San Antonio Spurs. Diese Ämter gab er am 1. Juli 2002 an R.C. Buford ab.
Seit 1996 trainiert er als Cheftrainer die Spurs und führte sie 1999, 2003, 2005, 2007 und 2014 zu fünf NBA-Meisterschaften. In der Saison 2002/03, Saison 2011/12 und der Saison 2013/14 wurde er zum Trainer des Jahres gewählt. Am 2. März 2006 feierte er gegen die Dallas Mavericks seinen 500. Sieg als Trainer der Spurs (bei 245 Niederlagen). Im Juli 2008 wurde er zusätzlich zu seinen Traineraufgaben bei der Betreibergesellschaft Spurs Sports & Entertainment Präsident mit Zuständigkeitsbereich Basketball.
Mit einer Siegquote von 62,1 % (insgesamt 1422 Siege, 869 Niederlagen) gehört Popovich zu den erfolgreichsten Trainern der NBA-Geschichte. Unter anderem führte er die Spurs 16 Spielzeiten in Folge zu jeweils 50 oder mehr Siegen. Damit konnte die längste Serie dieser Art (Los Angeles Lakers zwischen 1979/80 und 1990/91) übertroffen werden. Zusätzlich schafften es die Spurs in der Saison 2015/16 zum neunzehnten Mal in Folge in die NBA-Playoffs und stellen damit die längste aktuelle Serie in der NBA.
Mit einem 95:93-Sieg der Spurs gegen die Indiana Pacers feierte Gregg Popovich am 9. Februar 2015 seinen 1000. Sieg als NBA-Trainer (bei 462 Niederlagen). Popovich ist damit der neunte NBA-Coach, dem dies gelang. Zusätzlich ist er erst der zweite Trainer nach Jerry Sloan (von 1988 bis 2011 bei den Utah Jazz), der dies mit nur einem Franchise schaffte.
Am 19. März 2016 gewann er zum 33. Mal in Folge zu Hause gegen die Golden State Warriors. Damit ließ er sowohl Pat Riley (1981–2001, gegen die Sacramento Kings) als auch Rick Adelman (1990–2009, gegen die Denver Nuggets), denen es je 32 Mal in Folge gelang, eine bestimmte Mannschaft zu schlagen, hinter sich.
Popovich arbeitete von 2002 bis 2004 auch als Assistenztrainer für die Nationalmannschaft der USA (zum Beispiel bei den Weltmeisterschaften 2002, dem Olympia-Qualifikationsturnier 2003 und den Olympischen Spielen 2004 in Athen). Im Jahr 2016 übernahm Popovich als Trainer die Männerauswahl der USA. Nachdem Jeff Van Gundy als Trainer der Auswahl für die Basketball-Amerikameisterschaft 2017 und die Qualifikation zur Basketball-Weltmeisterschaft 2019 berufen worden war, wurde Popovich wieder ab der Austragung der Weltmeisterschaft als Trainer eingesetzt. Im Oktober 2015 wurde er als Nachfolger von Mike Krzyzewski für den Zeitraum 2017 bis 2020 zum Cheftrainer der US-Nationalmannschaft ernannt. Bei der Weltmeisterschaft 2019 musste Popovich auf viele der besten NBA-Spieler verzichten und wurde bei dem Turnier mit der Mannschaft Siebter. 2021 führte er die US-Nationalmannschaft zum Gewinn der Goldmedaille bei den Olympischen Spielen in Tokio. Anschließend gab er das Amt des Nationaltrainers ab, sein Nachfolger wurde Steve Kerr.
Popovich hält in der NBA den Rekord für die längste Traineramtszeit bei ein und derselben Mannschaft. Seit 1996 sind es insgesamt 27 mit den San Antonio Spurs. Popovich gilt somit als einer der erfolgreichsten Trainer in der Geschichte der Liga und führt die Liste der Coaches mit den meisten Siegen der Liga (Hauptrunde und Playoffs) an. In der NBA ließ seine Mannschaft in sechs Jahren die wenigsten Punkte der Liga zu. Das ist unter Trainern alleiniger Rekord (je fünfmal: Red Holzman und Mike Fratello). Popovich hat die meisten NBA-Siege in der Hauptrunde und Postseason erreicht. Nachdem er in Dirk Nowitzkis Abschiedsspiel am 10. April 2019 mit Lenny Wilkens gleichgezogen hatte, überholte er ihn drei Tage später im Playoff-Sieg gegen die höher gesetzten Denver Nuggets mit seinem 1413. Sieg. Im März 2022 gewann Popovich sein 1336. NBA-Hauptrundenspiel und stellte damit eine neue NBA-Bestmarke auf. Popovich wurde 2023 mit der Aufnahme in die Naismith Memorial Basketball Hall of Fame als Trainer geehrt. Er hatte trotz deutlich früherer Berechtigung zur Wahl darum gebeten, erst mit der Aufnahme Tony Parkers, seines letzten Starspielers neben den Hall of Famern Tim Duncan und Manu Ginobili, berücksichtigt zu werden. Zusammen mit seiner langjährigen Assistenztrainerin Becky Hammon, die als Spielerin ausgezeichnet wurde, dominierten die Spurs damit den Aufnahmejahrgang von 2023.
Im November 2024 erlitt Popovich einen leichten Schlaganfall. Ohne seinen Dienst aus gesundheitlichen Gründen in der Zwischenzeit wieder aufgenommen zu haben, teilte er Ende Februar 2025 seiner Mannschaft mit, bis zum Ende der Saison 2024/25 pausieren zu müssen. Im April 2025 klagte Popovich während eines Restaurantbesuchs über Unwohlsein und wurde anschließend in einem Krankenhaus behandelt. Anfang Mai 2025 trat er als Cheftrainer der San Antonio Spurs zurück. Er führte die Texaner in der NBA zu insgesamt 1422 Siegen und stellte damit eine Bestmarke für die Liga auf. Als Präsident blieb er im Amt.

## Spielsystem und Trainerstil

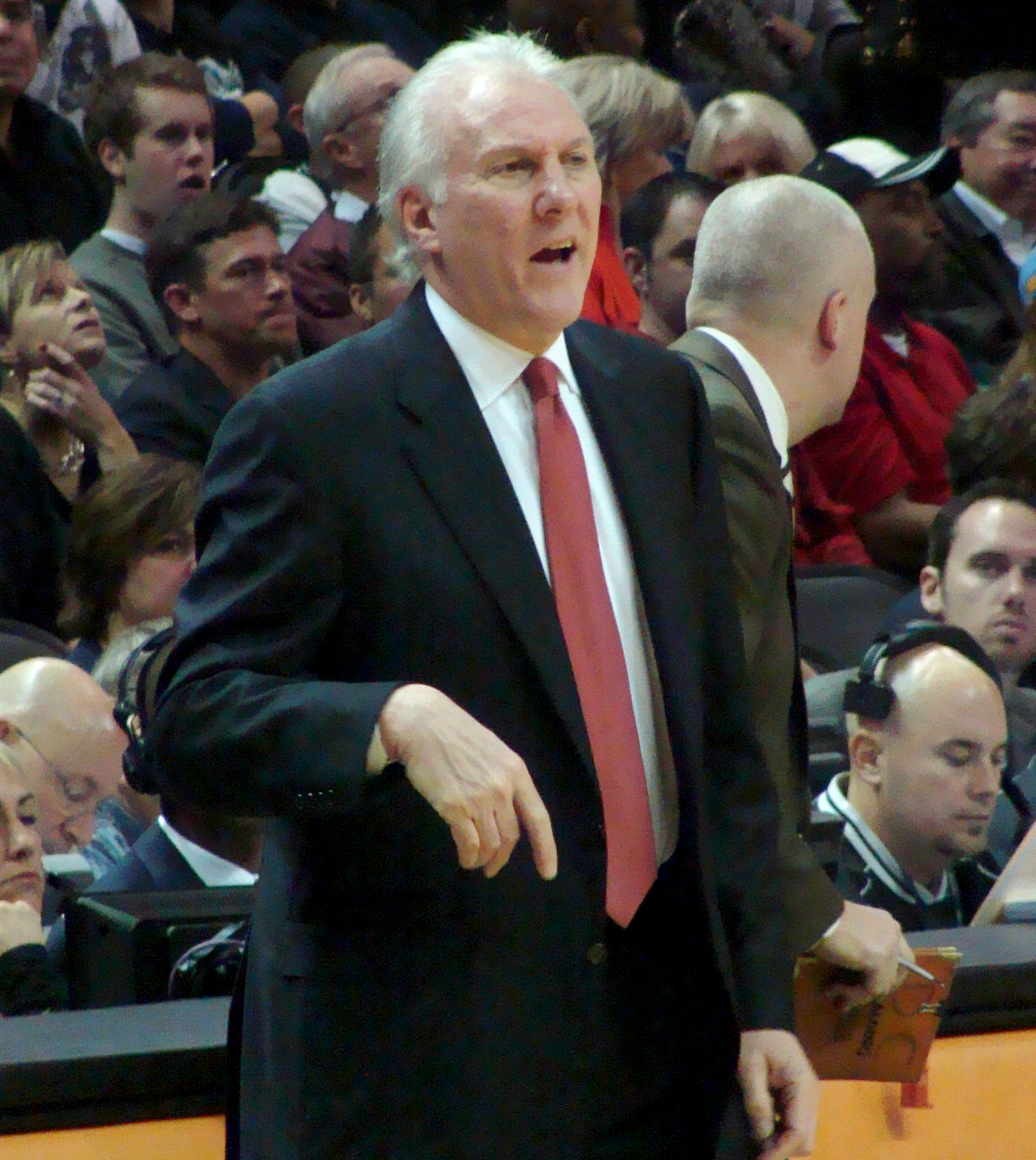
Gregg Popovich (2010)

Popovich gilt, anders als viele seiner Trainerkollegen, als sehr variabel. Anstatt über Jahre sein eigenes System aufzubauen, passt er die Spielweise seiner Mannschaften immer wieder an die verfügbaren Spieler an. Er handelt situationsbezogen und setzt auf die langfristige Weiterentwicklung seiner Spieler. Seine oft impulsive Art am Spielfeldrand ist ebenso bekannt wie seine Interviews vor, während oder nach den Spielen, die er häufig mit nur wenigen Worten abfertigt und in denen er mitunter offen seine Abneigung gegenüber Fragen von Reportern ausdrückt.

## Privat
Gregg Popovich und seine 2018 verstorbene Frau Erin haben zwei Kinder und zwei Enkelkinder.